# 51e Legerkorps
Het Duitse 51e Legerkorps (Duits: Generalkommando LI. Armeekorps) was een Duits legerkorps van de Wehrmacht tijdens de Tweede Wereldoorlog. In het begin vocht het korps op de Balkan en verder aan het oostfront.

## Krijgsgeschiedenis

### Oprichting
Het 51e Legerkorps werd opgericht op 25 november 1940 in Wehrkreis XVII (Wenen).

### Oostfront

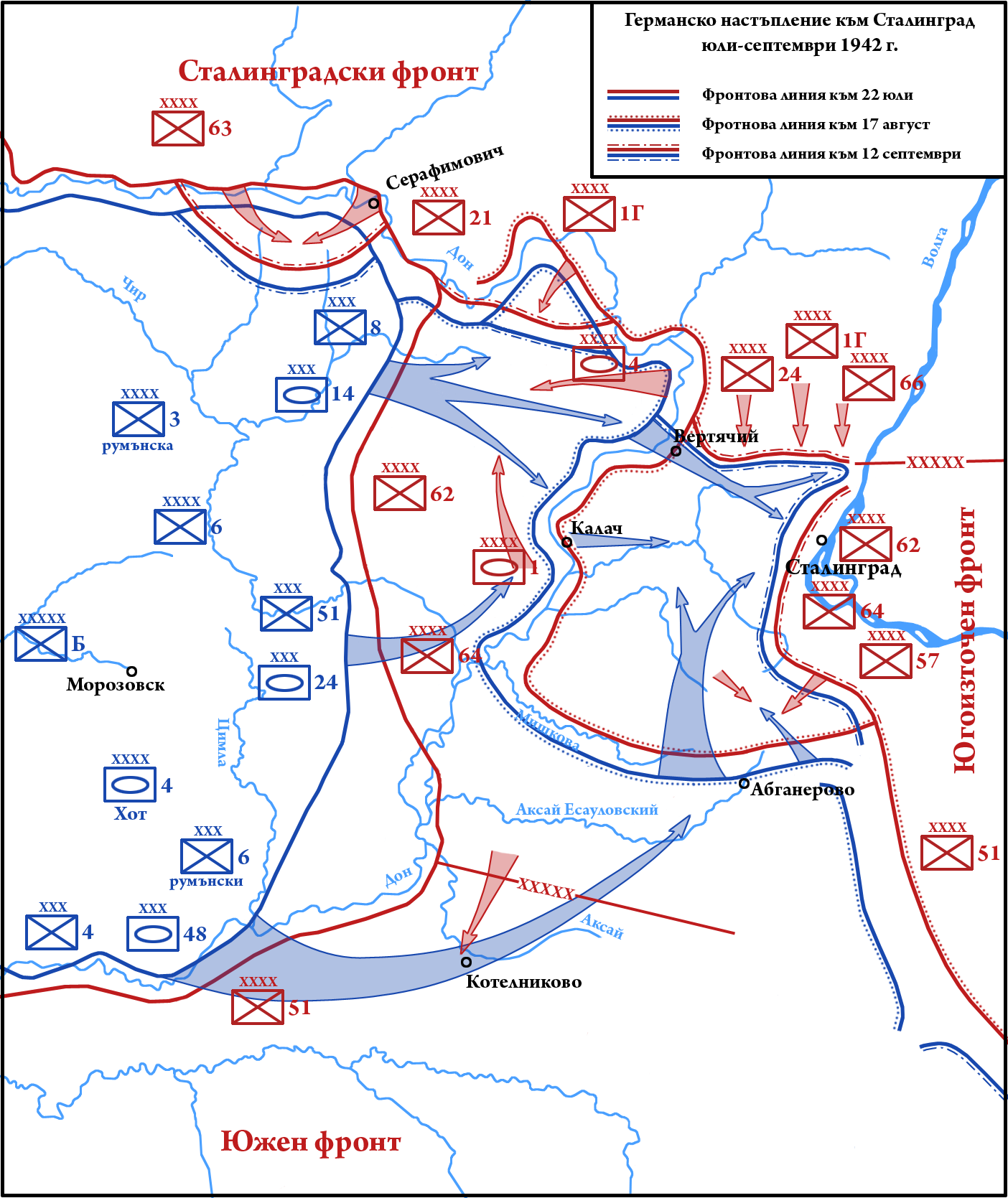
Opmars naar Stalingrad

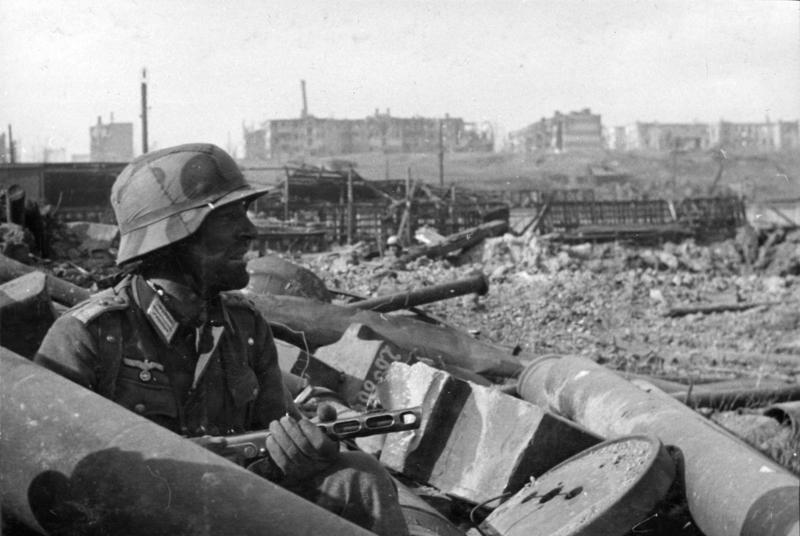
Duitse Feldwebel in Stalingrad

Tijdens de Balkancampagne (april 1941) opereerde het korps als deel van het 2e leger, en had naast de 101e Jägerdivisie, ook de 132e en 183e Infanteriedivisies onder bevel. De aanval over de grens vanuit Stiermarken voerde naar Maribor en vanaf daar naar Zagreb.

Het korps werd tijdens Operatie Barbarossa in juli 1941 toegewezen aan het 6e Leger van Heeresgruppe Süd.  Midden juli kwam het korps in de frontlinie bij Toporischtsche-Sokolov, met de 71e, 262e en 296e Infanteriedivisies onder bevel. Doorstotend richting Zhitomir en Radomyshl, hielden de troepen in het noordelijke bruggenhoofd van Malin aan de Teteriv stand tegen zware Sovjetaanvallen. Na de oversteek van de Irpen, viel het korps Kiev aan, maar kon de stad niet in de eerste aanval innemen.  Tijdens de Slag om Kiev hield het korps een oostelijk Dnjepr-bruggenhoofd in Gornostaipol en overbrugde de Desna bij Oster. Na zware gevechten met het Sovjet 5e Leger  in het bruggenhoofd tussen de Dnjepr en de Desna, kon het korps, na opmars naar Borispol, samen met Gruppe Kienitz (17e Legerkorps) tot half september sterke Sovjettroepen in Kiev omsingelen.  De verdere opmars naar het gebied ten noorden van Charkov werd al gehinderd door de herfstmodderperiode.

Begin december vonden zware defensieve veldslagen plaats ten zuidoosten van Charkov, waar het korps de stad Balaklija in handen hield, waardoor de Sovjetdoorbraak aan beide zijden van Isjum langs de Donets werd ingedamd.  De resulterende saillant van 100 km diep werd in mei 1942 in de Tweede Slag om Charkov door een tegenaanval van het 3e en 40e Gemotoriseerde Korps geëlimineerd.  Begin mei nam Generaal von Seydlitz het bevel op zich over het korps, dat toen bestond uit de 44e en 297e Infanteriedivisies. In juni 1942 nam het korps deel aan twee korte operaties als voorbereiding op het zomeroffensief: Operaties Wilhelm en Fridericus II.

Tijdens het Duitse zomeroffensief (Fall Blau) op 28 juni 1942 trok het korps, tijdelijk toegewezen aan het 1e Pantserleger, vanuit het gebied van Kupyansk richting de Oskol.  Tactisch ondergeschikt aan de Gruppe von Mackensen (3e Pantserkorps), had het korps de 44e, 62e, 71e, 297e en 384e Infanteriedivisies onder bevel.  Na het bereiken van de Aidar werd in achtervolgingsmarsen naar de Don-boog op 20 juli Morosowskaya ingenomen. Vervolgens opmars langs de spoorlijn naar Kalatsch en de Chir. Op 26 juli kon het korps, zuidelijk langs de Chir, met de 71ste Infanteriedivisie de Don bereiken bij Nischne-Chirskaya en stak met de 297e Infanteriedivisie de Chir over naar het oosten van de Liska. Tegen 11 augustus werd de omsingelingsslag van Kalatsch met succes afgerond met het 6e Leger. In de daaropvolgende aanval op Stalingrad vanaf 23 augustus had het korps de taak tot het innemen van de stad, deels ondersteund door het 14e Pantserkorps. De volgende 2 maanden baande het korps zich zeer langzaam een weg door de stad naar de Wolga tegen hardnekkige tegenstand en onder zware verliezen. Vanaf 19 november 1942 brak het Rode Leger door de posities van het Roemeense 3e Leger aan de Don en omsingelde het 6e Leger. In de pocket hield het korps de positie aan de Wolga. Het korps had de Kampfgruppen en resten onder bevel van de 71e, 79e, 100e, 295e, 305e en 389e Infanteriedivisies. Pas op 10 januari 1943 begonnen de Sovjettroepen aan de uiteindelijke aanval op de pocket zelf. Op 26 januari werd de resterende pocket gesplitst in een zuidelijke (met 51e Legerkorps) en noordelijke pocket.

Op 31 januari 1943 capituleerde het 51e Legerkorps in (de zuidelijke pocket van) Stalingrad aan de Sovjets.

## Bovenliggende bevelslagen

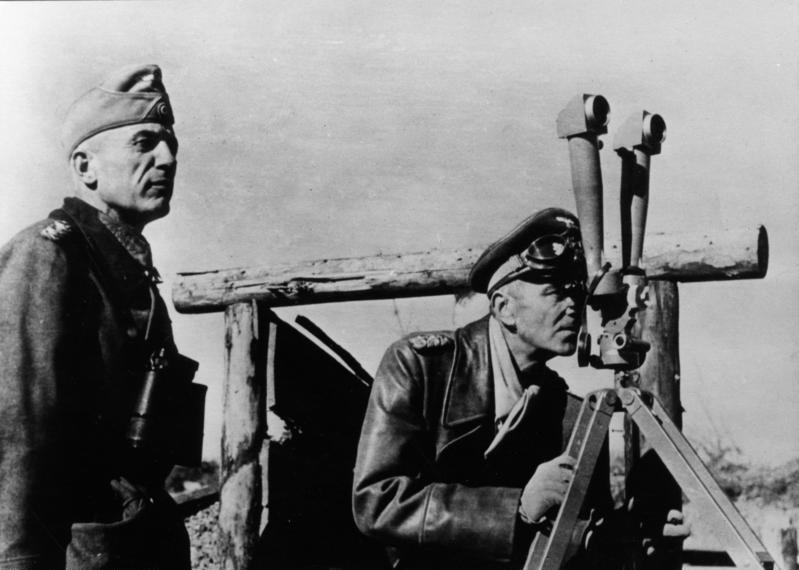
Walther von Seydlitz (links) met Friedrich Paulus

| Leger              | Legergroep       | Plaats/regio                   | Begin            | Eind             |
| ------------------ | ---------------- | ------------------------------ | ---------------- | ---------------- |
| 2. Armee           | Heeresgruppe C   | Oostenrijk                     | 25 november 1940 | 2 april 1941     |
| 2. Armee           |                  | Oostenrijk, Joegoslavië        | 2 april 1941     | juni 1941        |
| direct onder bevel | Heeresgruppe Süd | zuidoostelijk Lublin, Oekraïne | 22 juni 1941     |                  |
| 6. Armee           | Heeresgruppe Süd | Kiev, Charkov                  | juli 1941        | 28 juni 1942     |
| 1e Pantserleger    | Heeresgruppe B   | Kupyansk, Oskol                | 28 juni 1942     | juli 1942        |
| 6. Armee           | Heeresgruppe Süd | Kalatsch, Stalingrad           | juli 1942        | 21 november 1942 |
| 6. Armee           | Heeresgruppe Don | Stalingrad                     | 21 november 1942 | 31 januari 1943  |

## Commandanten
| Rang                    | Naam                          | Begin            | Eind            |
| ----------------------- | ----------------------------- | ---------------- | --------------- |
| Generaal der Infanterie | Hans Wolfgang Reinhard        | 25 november 1940 | 8 mei 1942      |
| Generaal der Artillerie | Walther von Seydlitz-Kurzbach | 8 mei 1942       | 31 januari 1943 |